# Калинник (Чернишов)
Єпископ Калинник (справжнє ім'я Костянтин Валерійович Чернишов, нар. 22 червня 1977, Євпаторія, Кримська область, нині — Автономна Республіка Крим, Українська РСР, СРСР)  — архієрей РПЦвУ, єпископ Бахчисарайський, вікарій Сімферопольської єпархії за версією Москви. Громадянин Росії.
Тезоіменитство — 23 серпня (5 вересня) в день пам'яті святителя Калинника І, патріарха Константинопольського.

## Життєпис
Народився 22 червня 1977 року в Євпаторії в сім'ї робітників.
У 1984 році вступив до першого класу ЗОШ № 12 м Євпаторії. З 1991 року ніс послух паламаря в церкві пророка Божого Іллі м. Євпаторії. З 1993 року ніс послух старшого паламаря в Свято-Нікольському соборі м. Євпаторії. У 1994 році закінчив загальноосвітню школу № 12 м. Євпаторії. З 1996 року ніс послух викладача Старого Завіту в Євпаторійському благочинні.
З 2000 року по 2005 рік навчався в Національному університеті внутрішніх справ, і отримав повну вищу освіту за спеціальністю «Правознавство», кваліфікація «Юрист».
У 2004 році розпорядженням митрополита Сімферопольського і Кримського Лазаря призначений начальником скиту святого апостола і євангеліста Луки в с. Лаки Бахчисарайського району. 19 травня 2005 року висвячений в сан диякона. 23 липня 2006 року висвячений в сан священника. 30 березня 2008 року пострижений митрополитом Сімферопольським і Кримським Лазарем в ієромонахи з нареченням імені Калинник, в честь святителя Калинника, Патріарха Константинопольського. У цьому ж році призначений настоятелем храму Різдва Іоана Предтечі села Уютне Сакського району.
Рішенням синоду УПЦ МП від 24 листопада 2009 року затверджено намісником чоловічого монастиря святого апостола і євангеліста Луки с. Лаки Бахчисарайського району.
У 2009 році закінчив Східноукраїнський національний університет імені Володимира Даля, з присвоєнням кваліфікації менеджер-економіст (спеціаліст).
У 2009 році призначений викладачем Старого Завіту у Таврійській духовній семінарії. У 2010 році призначений благочинним у справах монастирів Сімферопольської і Кримської єпархії. У травні 2012 року закінчив Одеську духовну семінарію. Навчався в Ужгородській українській богословській академії. Має науковий ступінь магістра богослов'я. У вересні 2012 року призначений духівником Таврійської семінарії. У 2013 році піднесений у сан архімандрита.
У 2014 році бахчисарайський храм ієромонаха Калинника в селі Затишному служив храмом-базою для військ Російської Федерації і допомагав їм у анексії Криму: там були і зброя, і засоби захисту, і продовольство, і казарма. В ЗМІ збереглися згадки, як в 2014 році Калинник «розмістив склад зброї для "Самооборони Криму" на території храму Святого пророка Іоанна Хрестителя». 26 серпня 2015 року призначений намісником Інкерманського Свято-Климентіївського чоловічого монастиря . Рішенням Священного Синоду УПЦ від 29 січня 2016 року обрано єпископом Бахчисарайським, вікарієм Сімферопольської єпархії.
Архієрейська хіротонія відбулася 8 грудня 2019 року в Миколаївському кафедральному соборі м. Ніжина. Богослужіння очолив митрополит Київський і всієї України Онуфрій (Березовський). Йому співслужили митрополити Вишгородський і Чорнобильський Павел (Лебідь), Бориспільський і Броварський Антоній (Паканич), Херсонський і Таврійський Іоан (Сіопко), Чернігівський і Новгород-Сіверський Амвросій (Полікопа), Почаївський Володимир (Мороз), Сєверодонецький і Старобільський Никодим (Барановський), Ніжинський і Прилуцький Климент (Вечеря), архієпископи Шумський Йов (Смакоуз), Городницький Олександр (Нестерчук), Кременчуцький і Лубенський Миколай (Капустін), Конотопський і Глухівський Роман (Кимович), Фастівський Даміан (Давидов), єпископи Діонісій (Константинов), Баришівський Віктор (Коцаба), Білогородський Сильвестр (Стойчев), Дубенський Пимен (Воят), Згурівський Амвросій (Вайнагій), гості у священному сані та духовенство єпархії.

### Політична позиція
В квітні 2015 року внесений до бази даних Центру «Миротворець» за активну участь в анексії Криму РФ. Нагороджений медаллю окупаційної адміністрації Криму «За защиту Крыма».. Також у 2014 році отримав нагороду від командування «кримських ополченців» за духовну підтримку та душпастирство. Має російський паспорт.
У лютому 2021 року в Севастополі благословив ракетний корабель ЗС РФ «Гайворон» і побажав військовослужбовцям ЗС РФ завжди бути готовим захищати «нашу Батьківщину».
11 травня 2021 року єпископ РПЦвУ Калинник разом із окупантами РФ в Криму відкрив музей «Великої Вітчизняної війни в Євпаторії». На фото із заходу він позує із дітьми переодягненими в військову форму совєтських солдат із георгіївськими стрічками (забороненими в Україні), а також радо вітається із вищим військовим керівництвом ЗС РФ. 

### Нагороди
- набедренник (2009 рік)
- наперсний хрест (2010 рік)
- палиця (2012 рік)
- другий хрест з прикрасами (2015 рік)
- орден св. рівноап. кн. Володимира ІІІ ступеня (2017 рік)[14]
- ювілейна медаль на честь 100-річчя відновлення Патріаршества в Російській Православній Церкві (2017 рік)
- орден св. рівноап. кн. Володимира II ступеня (2018 рік).

## Санкції
Чернишов Костянтин Валерійович підтримує дії та політику РФ, які підривають та загрожують територіальній цілісності, суверенітету та незалежності України, а також її стабільності та безпеці.
24 січня 2023 року доданий до санкційного списку України.